# 阿尔门德拉尔
阿尔门德拉尔，是西班牙埃斯特雷马杜拉巴达霍斯省的一个市镇。总面积68平方公里，总人口1430人（2001年），人口密度21人/平方公里。